# Héctor Amable Mora
Pour les articles homonymes, voir Mora.
Hector Amable Mora est l'une des sept paroisses civiles de la municipalité d'Alberto Adriani dans l'État de Mérida au Venezuela. Sa capitale est Mucujepe.